# Frederiksborgvej (Slangerup)
 Frederiksborgvej  er en to sporet omfartsvej der går vest om Slangerup. Vejen er en del af primærrute 6, primærrute 53 der går imellem Køge og Helsingør, Og fra Hillerød til Kirke Sonnerup. 
Omfartsvejen blev lavet for at få den tung trafik uden om Slangerup Centrum, så byen ikke blev belastet af for meget tung trafik.
Vejen forbinder Hørup Skovvej i syd med Roskildevej i nord, og har forbindelse til Hørup Skovvej. Strandstræde, Manderupvej, Kvinderupvej og Frederiksborgvej.